# Peter G. Hartman
Peter George Hartman (* 1947 in Brünn, Tschechoslowakei) ist ein englisch-deutscher Biochemiker, der im Bereich der Pharmaforschung zur Chemotherapie grundlegende Beiträge leistete. Er war auch im EU-Biofector Projekt als Teammitglied  beteiligt.

## Leben und Wirken
Hartman ist in  Großbritannien aufgewachsen und besuchte in Portsmouth die Schule. Das anschließende Studium der Naturwissenschaften mit Schwerpunkt Chemie absolvierte er im Merton College in Oxford mit dem Abschluss als MA und anschließendem Forschungsaufenthalt in der Polytechnik Universität in Portsmouth. Mit der Dissertation: The Structure of the Lysine-Rich Histone H1: an NMR Study promovierte Hartman zum PhD.
Aufenthalte als Postdoc beim Max-Planck-Institut in Tübingen und im Biozentrum der Universität Basel schlossen sich an.
Seine 25-jährige Forschungsarbeit bei F. Hoffmann-La Roche in Basel zu anti-fungaler und antibakterieller Chemotherapie, Herz-Kreislauf-Erkrankungen und Diabetes führten zu aktuellen Therapieformen.
Seit seiner Pensionierung stellt er seine Erfahrungen und Fachsprachkenntnisse als Übersetzer von Fachpublikationen in EU-Projekten zur Verfügung.
Peter Hartman lebt mit seiner Frau Brigitte in Lörrach (Baden-Württemberg).

## Publikationen (Auswahl)
- J. Allan, P. G. Hartman, C. Crane-Robinson & F. X. Aviles: The structure and function of histone H1 and its location in chromatin Nature, Vol. 288, No. 5792, pp. 675–679, 1980
- P. G. Hartman and D. Sanglard Inhibitors of Ergosterol Biosynthesis as Antifungal Agents Current Pharmaceutical Design, 1997, 3, pp. 177–208
- Peter G. Hartman, George, E. Chapman, Thomas Moss and E. Morton Bradbury Studies on the Role and Mode of Operation of the Very-Lysine-Rich Histone H1 in Eukaryote Chromatin Eur. J. Biochem. 77, 45–51, (1977)
- E. M. Bradbury, P. D. Cary, C. Crane-Robinson and P. G. Hartman Nuclear Magnetic Resonance of Synthetic Polypeptides Pure and Applied Chemistry, Vol 36, 1973, pp. 53–92
- George E. Chapman, Peter G. Hartman, Peter D. Cary, Morton E. Bradbury and David R. Lee An NMR Study of the Globular Structure of the Histone H1 Eur. J. Biochem. Vol. 86, pp. 35–44 (1978)
- A. Polak and P. G. Hartman Antifungal Chemotherapy – Are We Winning? Progress in Drug Research, 1991, pp. 181–269
- P. G. Hartman Molecular Aspects and Mechanism of Action of Dihydrofolate Reductase Inhibitors Journal of Chemotherapy 1993, Vol. 5, No. 6, pp. 369–376
- E. M. Bradbury, C. Crane-Robinson and P. G. Hartman Effect of Polydispersity on the nmr spectra of poly(gamma-benzyl-L-glutamate) through the helix to coil transition Polymer, 1973, Vol. 14, pp. 543–548
- Çelësi i suksesit në karrierë dhe zhvillim të personalitetit është aftësia gjuhësore : abetare për dialogun shqip-gjermanisht-anglisht = Der Schlüssel für den Berufserfolg und Persönlichkeitsentwicklung ist die Sprachkompetenz : Lesefibel für den albanisch-deutsch-englischen Dialog = The key to professional success and personal development is language competence : a primer for Albanian-German-English dialogue / Zusammen mit Manfred G. Raupp & Dardan Velija, Madora Lörrach 2020